# (500224) 2012 HM74
(500224) 2012 HM74 es un asteroide perteneciente al cinturón de asteroides, descubierto el 29 de abril de 2008 por el equipo del Mount Lemmon Survey desde el Observatorio del Monte Lemmon, Arizona, Estados Unidos.

## Designación y nombre
Designado provisionalmente como 2012 HM74.

## Características orbitales
2012 HM74 está situado a una distancia media del Sol de 2,526 ua, pudiendo alejarse hasta 3,013 ua y acercarse hasta 2,039 ua. Su excentricidad es 0,192 y la inclinación orbital 3,707 grados. Emplea 1466,67 días en completar una órbita alrededor del Sol.

## Características físicas
La magnitud absoluta de 2012 HM74 es 17,8.